# Nemoto Ryosuke
Ryosuke Nemoto (sinh ngày 24 tháng 8 năm 1980) là một cầu thủ bóng đá người Nhật Bản.

## Sự nghiệp câu lạc bộ
Ryosuke Nemoto đã từng chơi cho Montedio Yamagata.